# بار (فیزیک)
بار، در دانش فیزیک، ممکن است به کمیت‌های مختلفی اشاره داشته‌باشد، مثلاً بار الکتریکی در الکترومغناطیس یا بار رنگ در کرومودینامیک کوانتومی. بار را می‌توان با مولدهای مستقل از زمان یک گروه تقارنی و به‌طور خاص با مولدهایی که جابه‌جایی هامیلتونی دارند، متناظر دانست. بارها را اغلب با حرف Q نمایش می‌دهند و بنابراین ناوردایی بار با جابه‌جاگر ناپدیدشونده Q,H]=۰] متناظر خواهد بود که در آن H هامیلتونی است. از این رو بارها با اعداد کوانتومی پایسته مرتبط می‌شوند. این اعداد، مقدار ویژه‌های q مولد Q هستند.

## تعریف انتزاعی
به شکل انتزاعی، به هر مولد تقارن پیوسته در سامانه مورد مطالعه بار گفته می‌شود. وقتی که یک سامانه فیزیکی دارای نوعی تقارن باشد، طبق قضیه نوتر، یک جریان پایسته است. آنچه که در جریان جاری می‌شود، بار است، بار مولد گروه تقارنی (محلی) است. این تعریف از بار را گاهی با نام بار نوتر می‌خوانند.
بنابراین، به عنوان مثال، در الکترومغناطیس، بار الکتریکی مولد تقارن (1)U است. جریان پایسته نیز جریان الکتریکی است.
در مورد تقارن‌های دینامیکی محلی، یک میدان پیمانه‌ای متناظر با هر بار وجود دارد که در هنگام کوانتیزه شدن، میدان پیمانه‌ای به یک بوزون پیمانه‌ای تبدیل می‌شود. بدین ترتیب مثلاً میدان پیمانه‌ای الکترومغناطیس، میدان الکترومغناطیسی است و بوزون پیمانه‌ای آن فوتون است.

## مثال‌ها
اعداد کوانتومی بار مختلفی توسط نظریه‌هایفیزیک ذرات معرفی شده‌اند. از جمله می‌توان به بارهای مدل استاندارد اشاره کرد:
- بار رنگ کوارکها. بار رنگ تقارن رنگ (3)SU کرومودینامیک کوانتومی را تولید می‌کند.
- اعداد کوانتومی ایزواسپین ضعیف برهم‌کنش الکتروضعیف که بخش (2)SU از تقارن SU(2) × U(1 الکتروضعیف را تولید می‌کند. ایزواسپین ضعیف یک تقارن محلی است که بوزون‌های پیمانه‌ای آن بوزون‌های دبلیو و زد هستند.
- بار الکتریکی در برهم‌کنش‌های الکترومغناطیسی.

بارهای تقارن‌های تقریبی
- بارهای ایزواسپین قوی. گروه‌های تقارنی، تقارن مزه (2)SU هستند و وبوزون‌های پیمانه‌ای پیون هستند. پیون‌ها ذره بنیادی نیستند و تقارن تنها به صورت تقریبی برقرار است. مورد خاصی از تقارن مزه به‌شمار می‌رود
- سایر بارهای کوارک-مزه مانند گیرایش یا افسون

بارهای فرضی مدل‌های گسترش‌یافته مدل استاندارد:
- بار فرضی مغناطیسی. بارهای مغناطیسی در آزمایشکاه‌ها به صورت تجربی مشاهده نشده‌اند اما در نظریه‌هایی مانند تک‌قطبی مغناطیسی حضور دارند.

در ابرتقارن:
- ابربار به مولدی اشاره دارد که فرمیون‌ها را به بوزون و بالعکس تبدیل می‌کند.

در گرانش:
- مقادیر ویژه تانسور انرژی-تکانه متناظر با جرم فیزیکی هستند